# Rebelião Mapuche de 1598
Em 1598, teve início uma rebelião do povo mapuche, liderado pelos caciques Pelantarú, Anganamón e Guaiquimilla, contra o Império Espanhol, no território que atualmente pertence ao Chile, sendo uma importante etapa da Guerra de Arauco.
O marco inicial dessa rebelião foi a "Batalha de Curalabá", travada no início da manhã do dia 21 de dezembro de 1598 , na qual morreu o governador García Oñez de Loyola.
Essa rebelião durou até 1604, e resultou na destruição de todos os povoados dos colonizadores ao sul do Rio Bío-Bío, tais como: Santa Cruz, Valdívia, La Imperial, Villarrica, Osorno, Angol e Cañete, com exceção dos povoados na Ilha de Chiloé.
Além disso, alguns povoados ao norte do Rio Bío-Bío, como Chillán e Concepción foram atacados.
Como consequência da rebelião o Rio Bío-Bío passou a servir de fronteira entre o Império Espanhol e o território governado pelos mapuches.